# Ut queant laxis
Ut queant laxis neboli Hymnus in Ioannem, hymnus ke svatému Janu Křtiteli, jsou verše k uctění Jana Křtitele napsané v horatiovské sapfické formě langobardským historikem Pavlem Jáhnem v 8. století. První slabika každého hemistichu (půlřádku verše) je zároveň první slabikou následné noty. Užití Ut queant laxis k pojmenování tónů je připisováno Guidovi z Arezza z 11. století, který vytvořil nový systém hudebního zápisu a pojmenoval prvních šest tónů. Později v 18. století přibyla ještě slabika "si".
Melodie: 
Hudební původ hymnu není příliš jasný, avšak melodie je společná pro dřívější úpravu Horatiovy Fyllidovy ódy z 11. století (4.11) zaznamenané v Montpellierském manuskriptu H425. V této melodii, každý z prvních šesti hudebních frází každé stanzy hymnu, začíná na následující vyšší notě hexachordu, která odpovídá tónu navrženému Guidem z Arezza. Výjimku tvoří jen poslední řádek Sancte Iohannes, který je jen dodatkem ke třem Sapfickým jedenáctihláskám. Je možné, že hudbu vytvořil sám Guido z Arezza, nebo jde pouze o využití starší melodie.

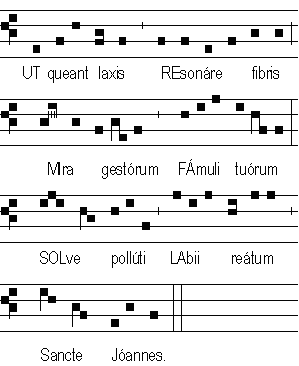
Notace hymnu Ut queant laxis

Podle římského ritu se hymnus zpívá v oficiu 24. června, o svátku narození Jana Křtitele. Celý hymnus je rozdělen do tří částí s Ut queant laxis zpívaným o nešporách, Antra deserti zpívaným při matutinu, O nimis felix zpívaným při laudes, a doxologie přidané po prvních dvou částech.
První stanza je:
Ut queant laxis
resonare fibris,
Mira gestorum
famuli tuorum,
Solve polluti
labii reatum,
Sancte Iohannes.
Text můžeme přeložit jako: Aby mohli služebníci tvoji volným hlasem rozezvučet zázrak díla tvého, očisti vinu z našich poskvrněných rtů, ó svatý Jene. V českém básnickém překladu Václava Renče, který v liturgii používá dominikánský řád, zní první sloka takto: Aby tvé slavné činy, svatý Jene, / sluhové tvoji mohli srdcem volným / radostně hlásat, nám rty poskvrněné / očisti od vin.
Ut je dnes v solmizaci povětšinou nahrazován slabikou Do, kvůli vokálu na druhém místě, a k poctě italského teoretika Giovanniho Battisty Doniho.